# Bellanagare Bog SPA
Bellanagare Bog SPA este o arie protejată (arie de protecție specială avifaunistică — SPA) din Irlanda întinsă pe o suprafață de 1.233,78 ha, integral pe uscat.

## Localizare
Centrul sitului Bellanagare Bog SPA este situat la coordonatele 53°49′37″N 8°26′12″W / 53.827066°N 8.436623°V.

## Înființare
Situl Bellanagare Bog SPA a fost declarat arie de protecție specială avifaunistică în octombrie 1996 pentru a proteja un număr necunoscut de specii din flora spontană și fauna sălbatică aflate în arealul zonei.

## Biodiversitate
Situată în ecoregiunea atlantică, aria protejată nu include niciun habitat protejat.
La baza desemnării sitului se află un număr nedeclarat de specii protejate.
Pe lângă speciile protejate, pe teritoriul sitului au mai fost identificate 1 specie de păsări, 1 specie de amfibieni, 1 specie de mamifere.